# Draba kongboiana
Draba kongboiana är en korsblommig växtart som beskrevs av Al-shehbaz. Draba kongboiana ingår i släktet drabor, och familjen korsblommiga växter. Inga underarter finns listade i Catalogue of Life.